# Policía de San Luis

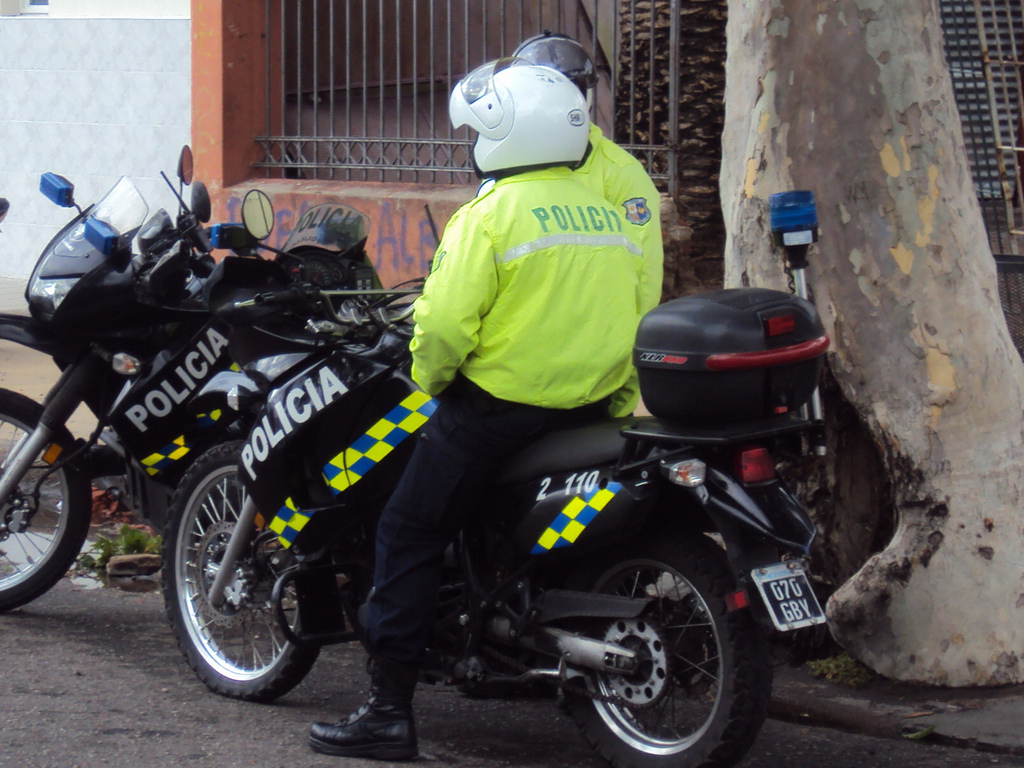
Agentes de la división motorizada de la Policía de San Luis

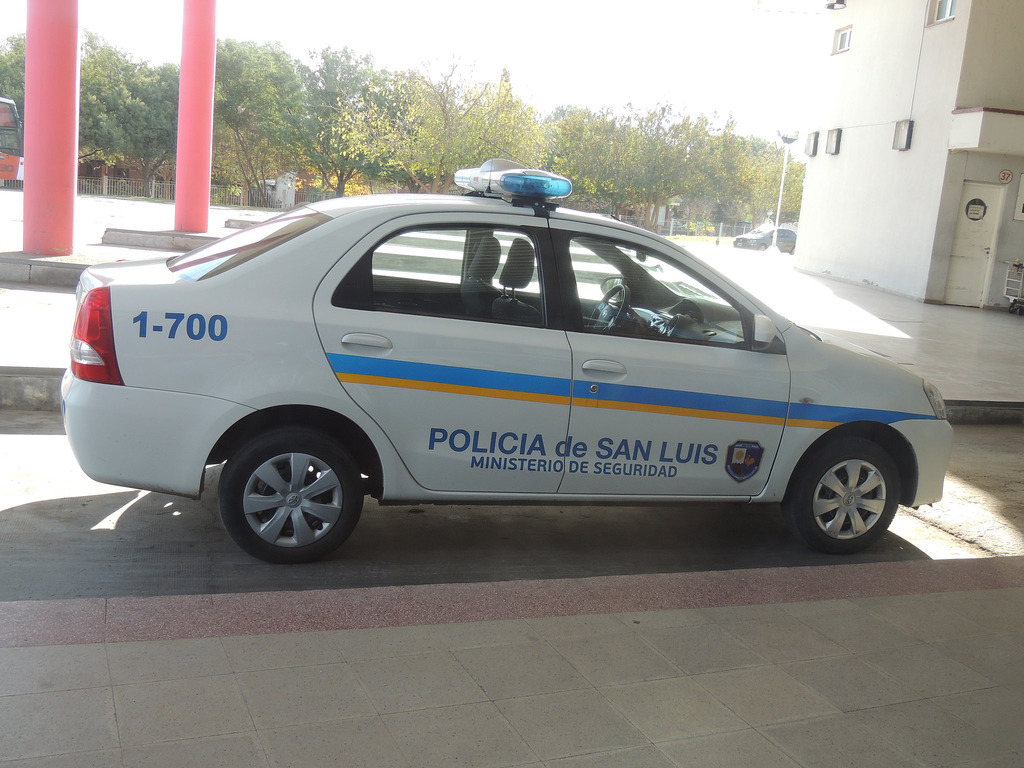
Patrullero de la Policía de San Luis

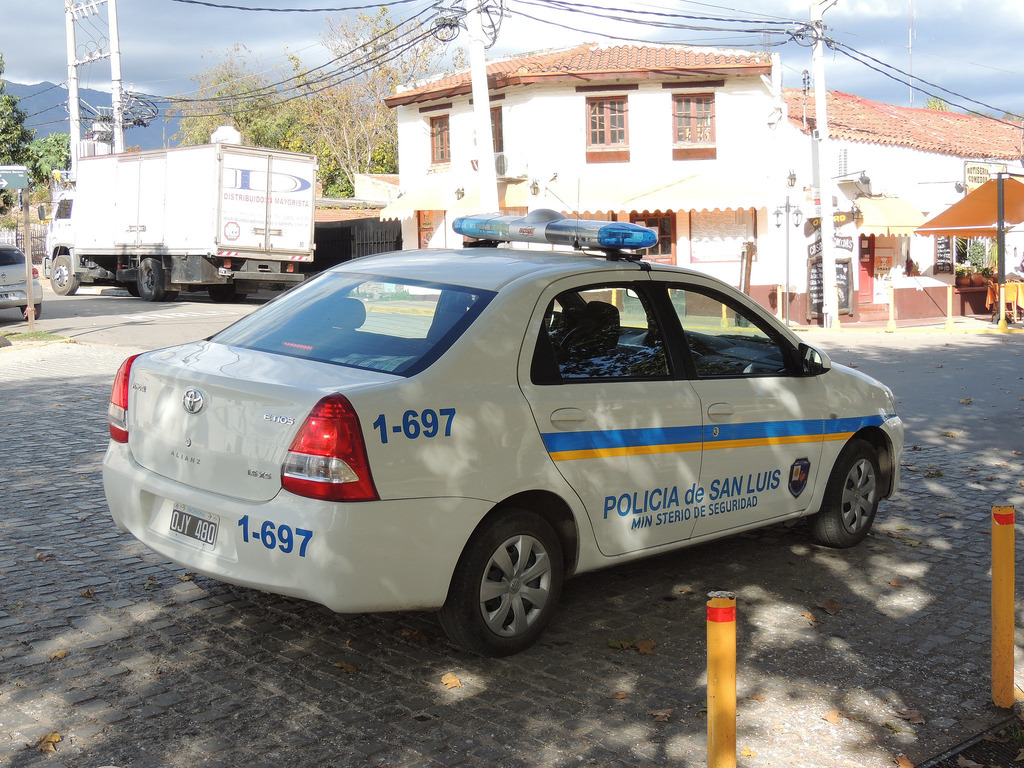
Patrullero de la Policía de San Luis en la Ciudad Villa de Merlo

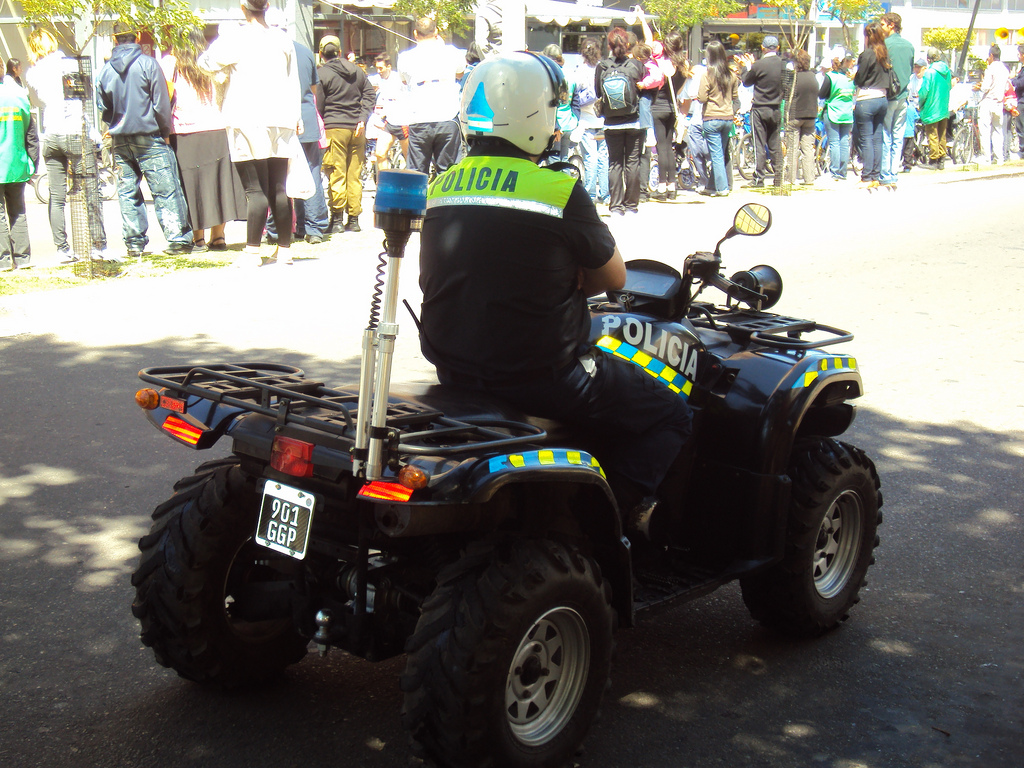
Un efectivo de la Policía de San Luis a bordo de un cuatriciclo de la fuerza

La Policía de San Luis, una de las 23 policías provinciales existentes en la Argentina, está a cargo de la seguridad pública de los habitantes de la provincia de San Luis.